# Nemoraea unicolor
Nemoraea unicolor là một loài ruồi trong họ Tachinidae.